# Câmara Municipal de São Vicente
Câmara Municipal de São Vicente é o órgão legislativo do município de São Vicente, no estado de São Paulo. É atualmente dividida por quinze vereadores.
A Câmara Municipal é a mais antiga casa legislativa de todo continente americano, tendo sido fundada em 22 de janeiro de 1532. De fato, a cidade de São Vicente foi também o primeiro núcleo de povoamento dotado de administração civil do Brasil, sendo a primeira localidade a ter a classificação de vila no país. Foi durante 177 anos a capital da Capitania de São Vicente.